# Бжозув (Седлецький повіт)
Бжозув (пол. Brzozów) — село в Польщі, у гміні Сухожебри Седлецького повіту Мазовецького воєводства.
Населення — 329 осіб (2011).
У 1975-1998 роках село належало до Седлецького воєводства.

## Демографія
Демографічна структура станом на 31 березня 2011 року:
|          | Загалом | Допрацездатний вік | Працездатний вік | Постпрацездатний вік |
| -------- | ------- | ------------------ | ---------------- | -------------------- |
| Чоловіки | 172     | 32                 | 110              | 30                   |
| Жінки    | 157     | 29                 | 83               | 45                   |
| Разом    | 329     | 61                 | 193              | 75                   |